# Triaspis terebra
Triaspis terebra är en stekelart som först beskrevs av De Saeger 1948.  Triaspis terebra ingår i släktet Triaspis och familjen bracksteklar. Inga underarter finns listade i Catalogue of Life.